# 细毛拉拉藤
细毛拉拉藤（学名：Galium pusillosetosum）为茜草科拉拉藤属下的一个种。

## 扩展阅读
- 維基物種上的相關：细毛拉拉藤